# Gradil
Gradil é uma povoação portuguesa do Município de Mafra que foi sede da extinta Freguesia de Gradil, freguesia que tinha 7,38 km² de área e 2 269 habitantes (2022), e, por isso, uma densidade populacional de 166,1 hab/km².
A Freguesia de Gradil foi extinta (agregada), pela reorganização administrativa de 2012/2013, tendo o seu território sido agregado ao das Freguesias de Enxara do Bispo e Vila Franca do Rosário para criar a União das Freguesias de Enxara do Bispo, Gradil e Vila Franca do Rosário, em Mafra.
Gradil foi vila e sede de concelho entre 1762 e 1835. Este era constituído apenas pela freguesia da sede e tinha, em 1801, 693 habitantes.

## População
| População da freguesia de Gradil | População da freguesia de Gradil | População da freguesia de Gradil | População da freguesia de Gradil | População da freguesia de Gradil | População da freguesia de Gradil | População da freguesia de Gradil | População da freguesia de Gradil | População da freguesia de Gradil | População da freguesia de Gradil | População da freguesia de Gradil | População da freguesia de Gradil | População da freguesia de Gradil | População da freguesia de Gradil | População da freguesia de Gradil |
| -------------------------------- | -------------------------------- | -------------------------------- | -------------------------------- | -------------------------------- | -------------------------------- | -------------------------------- | -------------------------------- | -------------------------------- | -------------------------------- | -------------------------------- | -------------------------------- | -------------------------------- | -------------------------------- | -------------------------------- |
| 1864                             | 1878                             | 1890                             | 1900                             | 1911                             | 1920                             | 1930                             | 1940                             | 1950                             | 1960                             | 1970                             | 1981                             | 1991                             | 2001                             | 2011                             |
| 864                              | 848                              | 892                              | 838                              | 855                              | 751                              | 727                              | 803                              | 837                              | 833                              | 742                              | 785                              | 770                              | 901                              | 1 226                            |

## Localidades da antiga Freguesia de Gradil
- Gradil (sede)
- Picão
- Carapiteira mid
- Portela da Ginja
- Casal da Serra dos Orfãos

## Património
- Igreja Matriz de São Silvestre do Gradil ou Igreja de São Silvestre

## Instituições
- Casa Mãe do Gradil/Florinhas
- Centro de Recuperação do Lobo Ibérico